# Igreja de São Clemente de Taüll

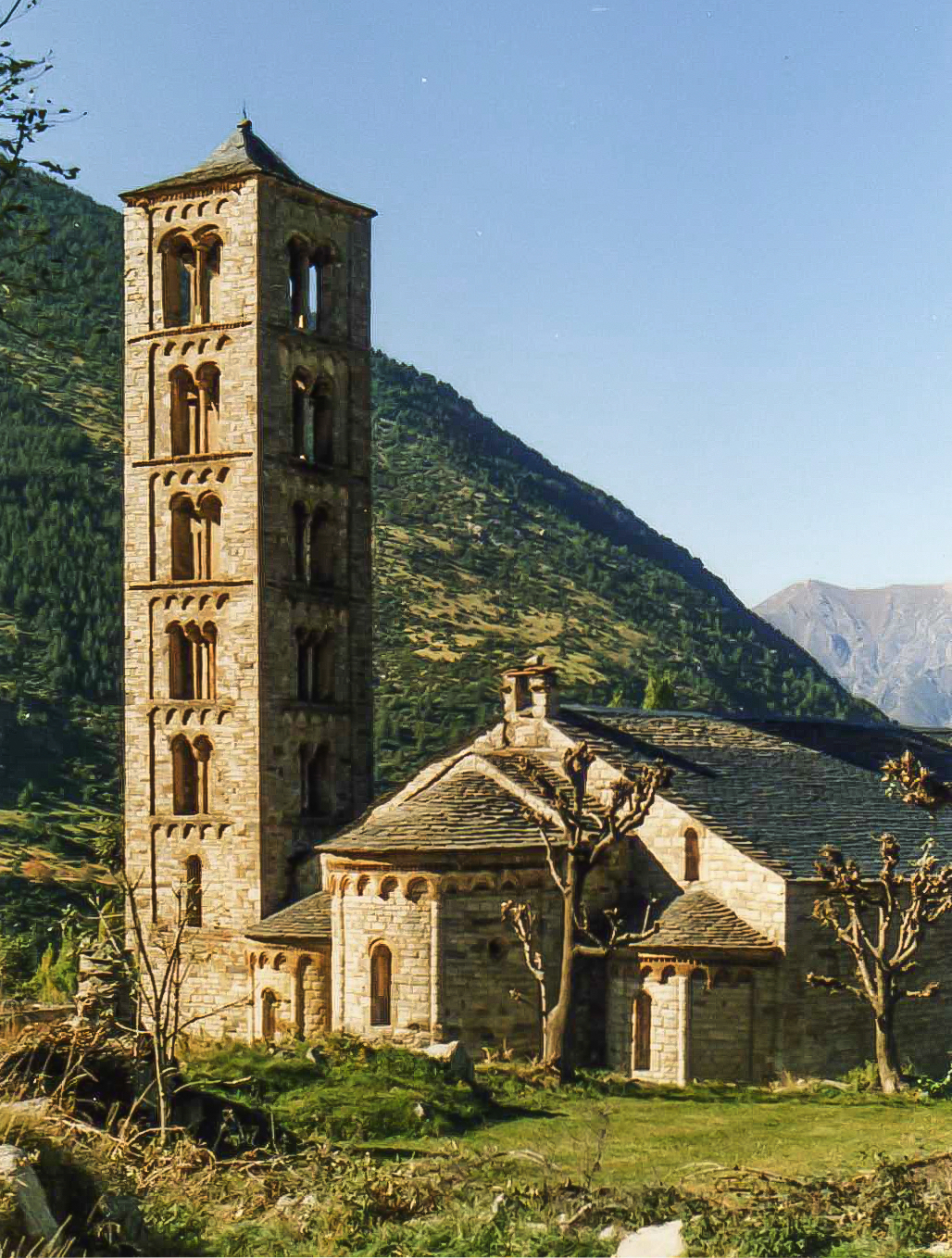
Igreja de São Clemente de Taüll

A Igreja de Sant Climent de Taüll é uma igreja católica espanhola localizada na cidade de Taüll, na província de Lérida. Foi construída entre os séculos XI e XII, e está situada a 1500 metros de altitude. Foi consagrada no dia 10 de dezembro de 1123 pelo bispo de Roda.
É uma construção românica de planta basilical perfeita. Apresenta três naves que contrastam bastante com o telhado de madeira, separadas por arcos de meio ponto que descansam sobre pilares circulares sem capitéis.
O campanário é do estilo lombardo com seis pisos, torre quadrada e janelas geminadas. A igreja apresenta uma pintura que representa o Pantocrator. A pintura hoje presente na igreja é uma cópia do original guardado no Museu Nacional de Arte da Catalunha.
Em 30 de novembro de 2000 a UNESCO declarou o conjunto românico como patrimônio da humanidade.

## Galeria de imagens

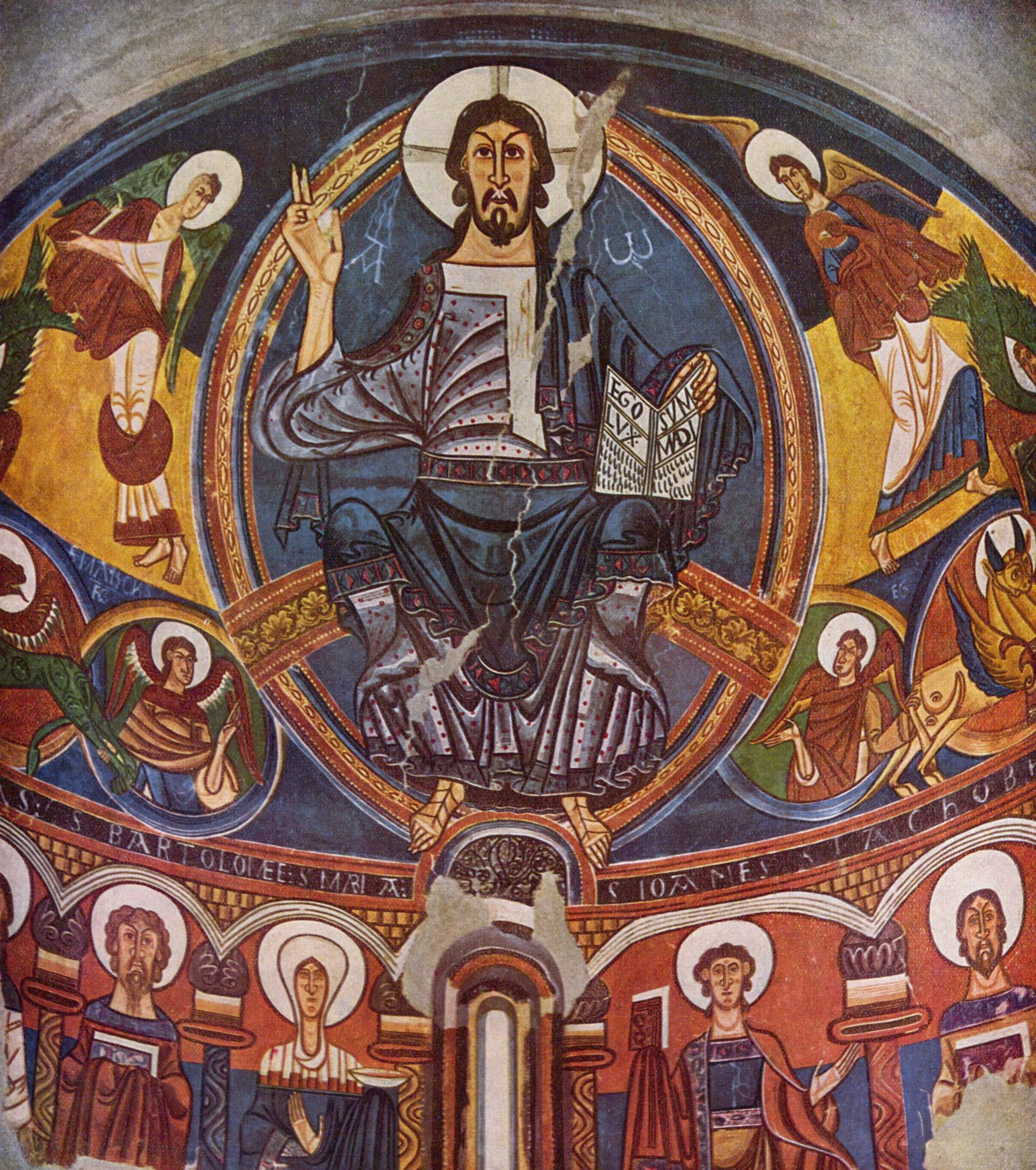
Abside de Sant Climent de Taüll, do Pantocrator
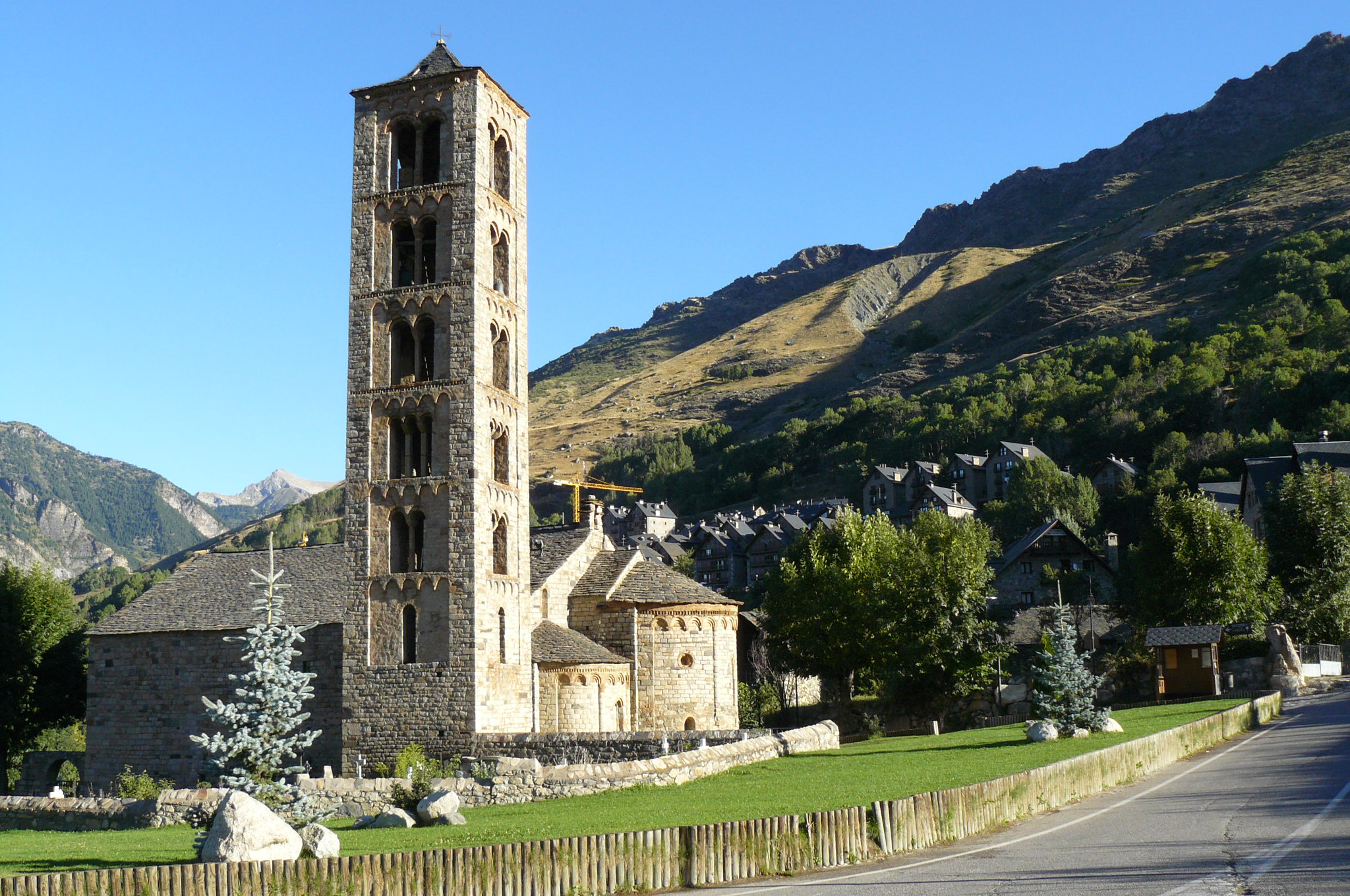
Vista da Igreja de São Clemente
Planta da igreja